# Luidia quinaria
Luidia quinaria is een kamster uit de familie Luidiidae.
De wetenschappelijke naam van de soort werd in 1865 gepubliceerd door von Martens.